# Euaresta bullans
Euaresta bullans är en tvåvingeart som först beskrevs av Christian Rudolph Wilhelm Wiedemann 1830.  Euaresta bullans ingår i släktet Euaresta och familjen borrflugor. Inga underarter finns listade i Catalogue of Life.